# Louis-Guillaume Perreaux
Louis-Guillaume Perreaux (Almenêches, 19 febbraio 1816 – Parigi, 5 aprile 1889) è stato un ingegnere e inventore francese che brevettò uno dei primi prototipi di motocicletta nel 1869.

## Biografia
Perreaux nacque in Normandia, in Francia e dopo aver frequentato le scuole elementari ad Almenêches mostrò un precoce interesse per l'ingegneria, inventando all'età di dodici anni, un bastone da passeggio che era anche un fucile. Perreaux venne quindi inviato al Seminario Minore di Sees dove maturò le idee che vennero successivamente pubblicate nel suo primo libro nel 1877, i due volumi  Lois de l'univers principe de la création (Le leggi dell'Universo principio della creazione), ora nella Bibliothèque Nationale di Parigi. Ottenne poi una borsa di studio alla Scuola di Arti e Mestieri a Châlons-sur-Marne nel 1836.

### Invenzioni

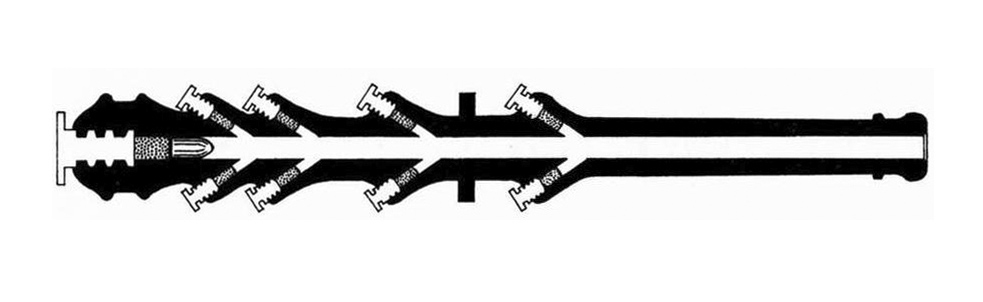
Fucile a multi-carica di Perreaux

Perreaux si trasferì quindi a Parigi, dove iniziò a sperimentare e brevettare diverse invenzioni tra le quali un fucile multi-camera e un meccanismo di blocco nel 1841, una sega circolare nel 1843 e strumenti scientifici come la Perreaux Dividing Machine inventata nel 1846, che poteva calibrare con precisione le divisioni in un termometro di vetro, usando una vite micrometrica capace di apprezzare distanze fra due punti dell'ordine di un micron (millesimo di millimetro).

### Velocipide a vapore

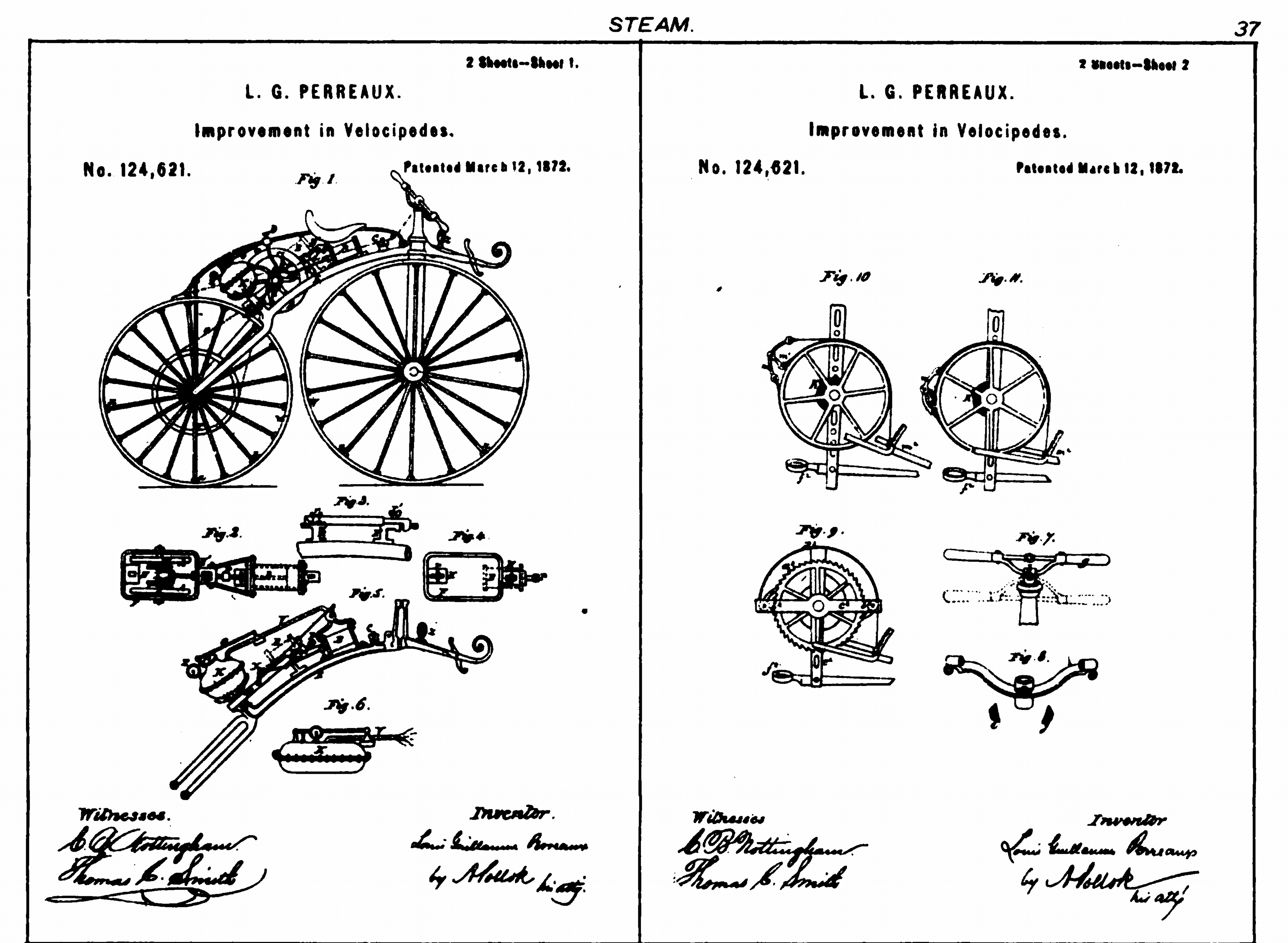

Perreaux, applicando un piccolo motore a vapore sul telaio di una bicicletta, contribuì all'invenzione del primo motociclo. Egli brevettò la sua invenzione con il numero 83 691 il 16 marzo 1869 continuando a perfezionarla fino al 1885. Il progetto era caratterizzato da un motore a vapore monocilindrico, placcato in ottone, con un bruciatore ad alcol piazzato sotto la sella di un velocipede  Michaux. La trasmissione avveniva a mezzo di due cinghie, e raggiungeva la velocità di circa 16 km/h  Il prototipo originale è oggi esposto al Musée de l'Île-de-France al Castello di Sceaux.

### Tenda militare
Una delle sue ultime invenzioni, nel 1879, venne registrata con il brevetto numero 128 656 e riguardava "una tenda militare sostenuta da pali, senza cavi esterni e senza picchetti". Oltre ad essere molto più rigida delle tende tradizionali, quella di Perreaux era più semplice, più leggera e quindi più facilmente trasportabile per uso militare. Egli sostenne che le tende, montate una dopo l'altra, potevano formare una galleria.